# Заря (Покровский район)
Заря (укр. Зоря) — село на Украине, находится в Покровском районе Донецкой области.
Код КОАТУУ — 1422782303. Население по оценке 2024 года составляет 50 человек. Почтовый индекс — 85374. Телефонный код — 623.